# Essey-lès-Nancy
Essey-lès-Nancy is een gemeente in het Franse departement Meurthe-et-Moselle in de regio Grand Est. De gemeente maakt deel uit van het arrondissement Nancy. Essey-lès-Nancy telde op 1 januari 2022 8.733 inwoners.

## Geschiedenis
In de 1e eeuw v.Chr. was er een Gallische nederzetting van ongeveer 20 ha op de heuvel Butte Sainte-Geneviève. In de Gallo-Romeinse tijd bleef deze nederzetting bestaan als vicus. Om deze plaats te beschermen tegen invallen van barbaren werd de plaats versterkt met een omwalling van 3,5 meter hoog en 10 meter breed.
In de middeleeuwen bestond Essey uit twee verschillende heerlijkheden, Haut-Château en Bas-Château. Tussen de 14e en de 16e eeuw probeerden de bisschoppen van Metz zich meester te maken van deze heerlijkheden en hierdoor kende de plaats verschillende keren oorlogsgeweld. In 1630 deed de pest zijn intrede en in 1633 werd Haut-Château samen met Nancy belegerd door het leger van koning Lodewijk XIII van Frankrijk. Essuy verloor een derde van haar bevolking tijdens dit decennium. Het kasteel Haut-Château werd herbouwd in renaissancestijl. De dorpskern verplaatste zich stilaan van de heuvel naar de vlakte.
Op 25 maart 1944 vielen Amerikaanse bommen op de gemeente die bestemd waren voor het vliegveld Nancy-Essey.

## Geografie
De oppervlakte van Essey-lès-Nancy bedroeg op 1 januari 2022 5,75 vierkante kilometer; de bevolkingsdichtheid was toen 1.518,8 inwoners per km².

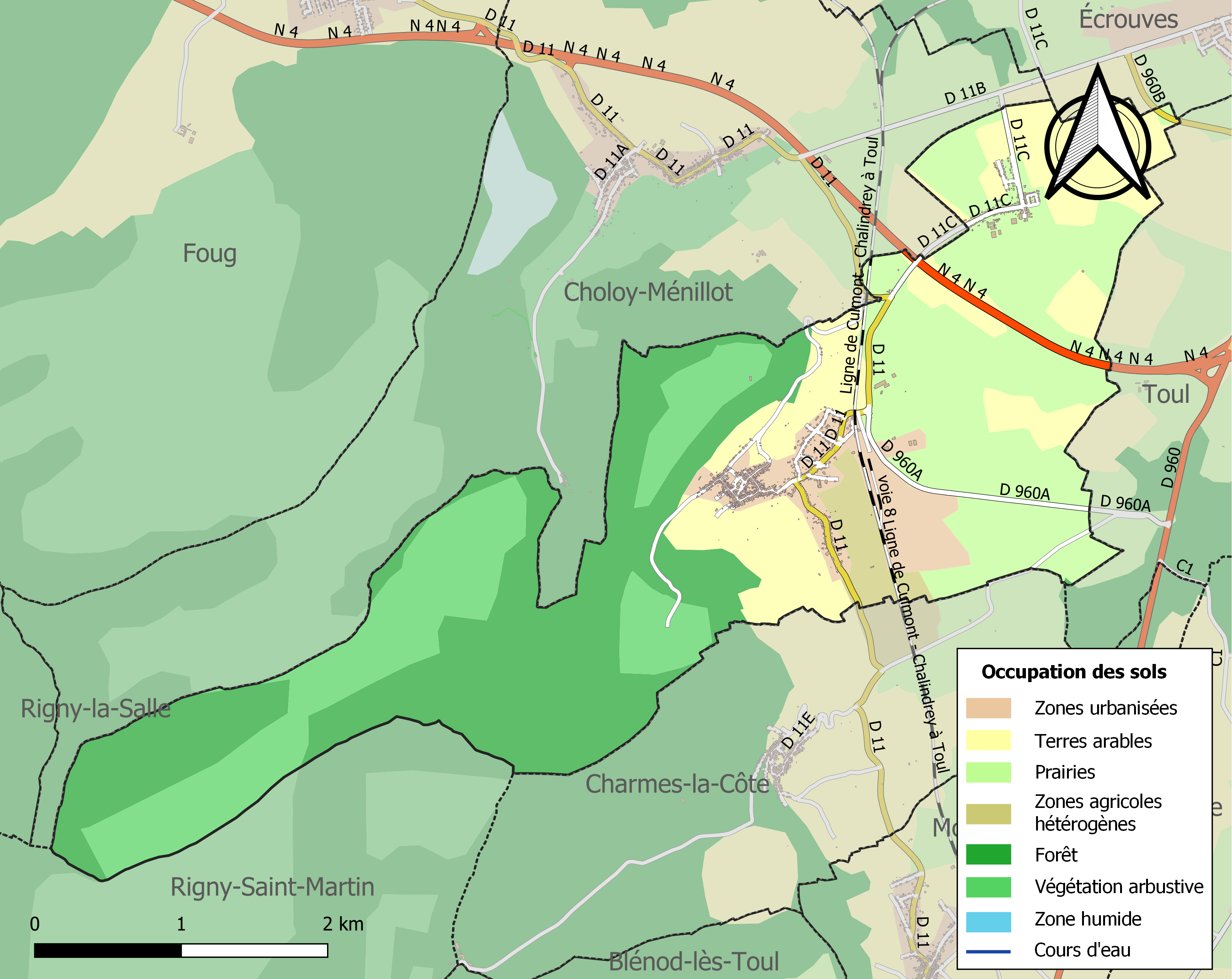
Kaart van de gemeente met de belangrijkste infrastructuur, bodemgebruik en omliggende gemeenten

## Demografie
Rond 1920 telde de gemeente al meer dan 2000 inwoners.
Onderstaande figuur toont het verloop van het inwonertal (bron: INSEE-tellingen).

## Geboren
- Grégory Wimbée (19 augustus 1971), voetballer
- Rudy Gestede (10 oktober 1988), Benins voetballer
- Rémi Walter (26 april 1995), voetballer